# Orientalistik
Orientalistik är en samlande beteckning för studier och forskning avseende Orienten, såväl språk, humaniora som samhällsvetenskap. Orientalistiken har flera underavdelningar, såsom iranistik. Kunskaper inom ämnet förväntas att bli mer och mer eftertraktat på arbetsmarknaden, genom att flera politiska och ekonomiska intressen uppstår i regionen.

## Utbildning i Sverige
- Vid Uppsala universitet erbjuder institutionen för lingvistik och filologi ett Orientalistikprogram, där man studerar kulturer och språk i Mellanöstern och Orienten. Programmet erbjuder fyra olika inriktningar arabiska, persiska, turkiska och hindi. Vid programmet kan man rikta sig in mot statsvetenskap, religion eller filologi.